# Quadrangle de Mylitta Fluctus
Le quadrangle de Mylitta Fluctus (littéralement :  quadrangle de l'écoulement de Mylitta), aussi identifié par le code USGS V-61, est une région cartographique en quadrangle sur Vénus. Elle est définie par des latitudes comprises entre 50° et 75° S et des longitudes comprises entre 300° et 360° E,. Il tire son nom de l'écoulement de Mylitta.